# 北角裕樹
北角 裕樹（きたずみ ゆうき、1975年 - ）は、日本のジャーナリスト。東京都出身。早稲田大学政治経済学部卒業後、伊藤忠商事に勤務し、その後日本経済新聞社の記者となった。
同社の記者時代は社会部や消費産業部に所属し、当時大阪府知事だった橋下徹に取材したこともあった。2013年、民間人公募を経て、大阪市立巽中学校校長に就任。2014年、校長として重大な信用失墜行為があったとして、減給３カ月の懲戒処分を受け、校長職を依願退職した。2021年2月1日に発生したミャンマー軍によるクーデターを最大都市ヤンゴンで取材していた同年4月18日、「虚偽のニュースを広めた」として国軍に拘束・起訴されたが、5月14日に解放され日本に帰国した。